# Tritirachium heimii
Tritirachium heimii är en svampart. Tritirachium heimii ingår i släktet Tritirachium, divisionen sporsäcksvampar och riket svampar.

## Underarter
Arten delas in i följande underarter:
- griseum
- heimii